# Brigada 2 Infanterie (1916-1918)
Brigada 2 Infanterie a fost o mare unitate de nivel tactic, care s-a constituit la 14/27 august 1916, prin mobilizarea unităților și subunităților existente la pace aparținând de Brigada 2 Infanterie din armata permanentă. Din compunerea brigăzii făceau parte Regimentul 1 Infanterie și Regimentul 31 Infanterie. Brigada a făcut parte din organica Divizia 1 Infanterie, fiind dislocată la pace în garnizoana Craiova.:p. 59
La intrarea în război, Brigada 2 Infanterie a fost comandată de colonelul Scarlat Demetriade. Brigada 2 Infanterie a participat la acțiunile militare pe frontul românesc, pe toată perioada războiului, între 14/27 august 1916 - 28 ocotmbrie/11 noiembrie 1918.

## Participarea la operații

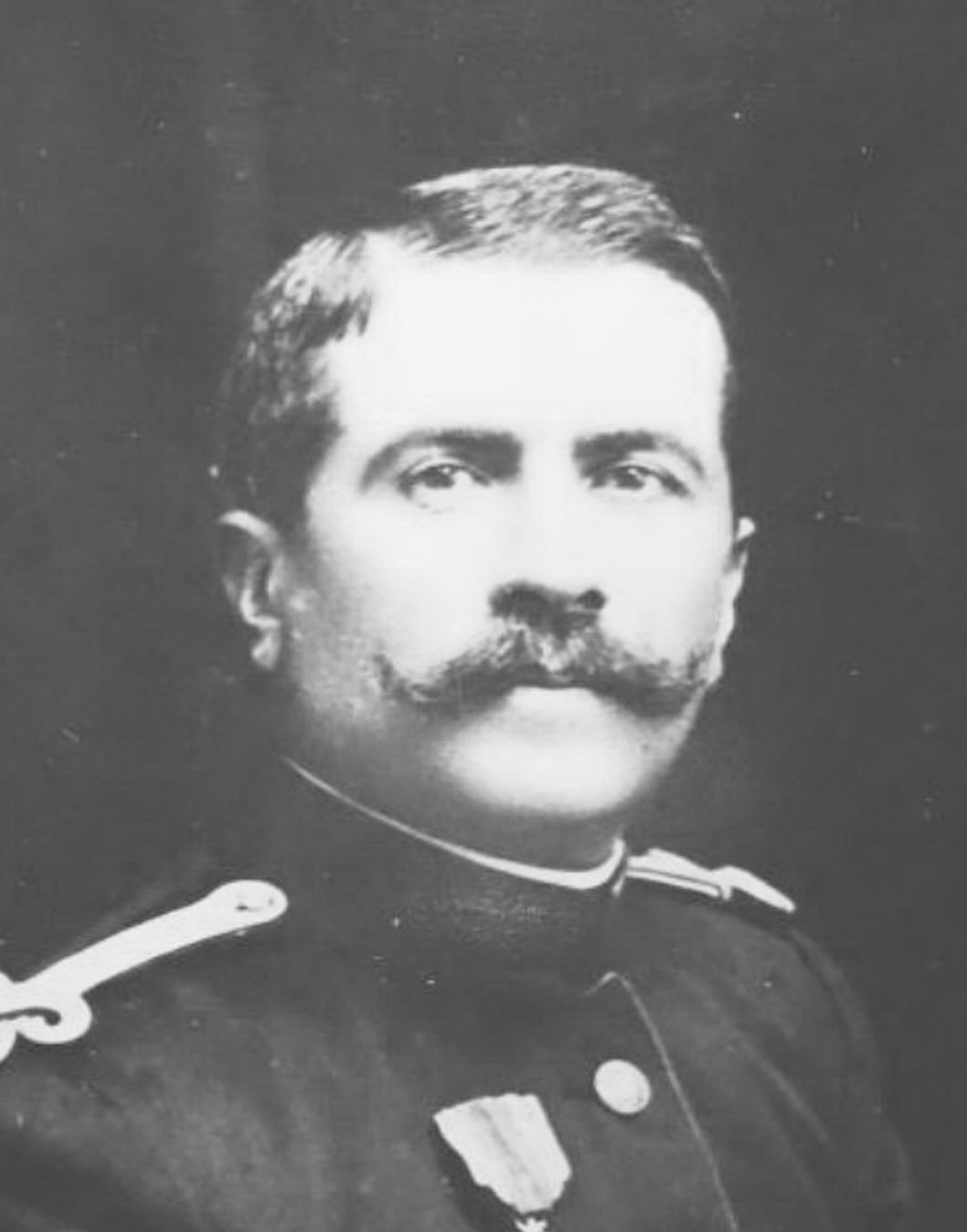
Colonelul Scarlat Demetriade, comandantul brigăzii în campania din 1916